# Симоненко Михайло Кіндратович
Михайло Кіндратович Симоненко (23 травня 1915, с. Домашлин, Чернігівська губернія, Російська імперія — 1989, м. Одеса) — український радянський науковець, педагог, ректор Одеського державного педагогічного інституту імені К. Д. Ушинського. Кандидат економічних наук.

## Біографічні дані
Михайло Кіндратович Симоненко народився 23 травня 1915 року у с. Домашлин, Чернігівської губернії (нині Корюківського району Чернігівської області) у селянській сім'ї.
Учасник німецько-радянської війни. Воював у складі частин Сталінградського, 3-го Українського та 1-го Білоруського фронтів. Брав участь в обороні Сталінграда, визволенні Одеси, взятті Берліна.
У 1951 році закінчив історичний факультет Одеського педагогічного інституту ім. К. Д. Ушинського. Працював на партійній роботі, зокрема, у 1958—1964 роках — завідувачем відділу науки і культури Одеського обкому Компартії України.
Кандидат економічних наук (1970), доцент (1963).
У 1964—1976 роках обіймав посаду ректора Одеського державного педагогічного інституту імені К. Д. Ушинського.
В подальшому працював доцентом кафедри політекономії Одеського державного університету імені І. І. Мечникова.
Обирався головою педагогічного товариства Одеської області, Одеського відділення Товариства радянсько-угорської дружби.
Помер у 1989 році в м. Одеса. Похований на Новоміському кладовищі.

## Наукова діяльність
Як дослідник М. К. Симоненко вивчав питання історії політичних економічних теорій, історії педагогіки та проблеми програмованого навчання в загальноосвітній школі та педагогічних навчальних закладах. Автор біля 40 опублікованих робіт.

#### Праці
- Симоненко М. К. Критика Г. В. Плехановим ревізіонізму Бернштейна // Праці Одеського держуніверситету. — 1958. — Т. 148. — С. 87–112.

## Нагороди
- Ордени Червоного прапору, Трудового Червоного прапору, Вітчизняної війни ІІ ст., Червоної зірки.
- Медалі «За відвагу» та інші.